# NHI NH90
NHI NH90  je višenamjenski helikopter kojeg proizvodi NHIndustries, kompanija koju su osnovali Eurocopter, AgustaWestland i nizozemski Stork Aerospace. NH90 se izrađuje u dvije osnovne forme - TTH taktički transportni helikopter i NFH mornarički helikopter. 
Najbolje odlike NH90 su trup potpuno napravljen od kompozita (otporan na koroziju) i "fly-by-wire" sustav kontrole letenja. Prvi je let obavio 1995., a 2000. je dobivena prva narudžba. NH90 pokreću dva motora Rolls-Royce Turbomeca RTM332-01/9 (2158 kW) ili dva T700-T6E1, koji su zajednički razvile tvrtke General Electric, FiatAvio i Alfa Romeo Avio. Mornarička inačica NFH razvijena je za djelovanje s NATO fregata u uvjetima stanja mora 5. U protupodmorničkim zadaćama može nositi dva ATK Mk46 vođena torpeda mase 235 kg, dva Eurotorp MU90 (304 kg) ili dva BAE Systems.

## Inačice

### NFH: NATO mornarički helikopter
Primarna uloga NFH (engl. NATO Frigate Helicopter) inačice je autonomna protupodmornička borba, te borba protiv površinskih jedinica, prvenstveno protiv ratnih brodova. Ove letjelice opremljene su za dnevno-noćne letove, letenje po nepovoljnim vremenskim prilikama.
Dodatne su mu uloge potpora u protuzračnoj borbi, zračno opskrba brodova, traganje i spašavanje te transport vojnika.

### TTH: taktički transportni helikopter
Primarna uloga TTH (engl. Tactical Transport Helicopter) inačice je transport 20 opremljenih vojnika ili više od 2.500 kg tereta, helikopterske zračne operacije te traganje i spašavanje. Može se brzo prilagoditi za medicinsku evakuaciju ugradnjom do 12 nosila ili za cargo.
Dodatne uloge uključuju medicinsku evakuaciju, specijalne operacije, elektroničko ratovanje, zračno zapovjedno mjesto, za skakanje padobrano, VIP transport te obuku.
Kratica TTT (Tactical Troop Transport - taktički prijevoz vojnika) koristi se u nekim finskim i švedskim kontekstima o TTH-u.

## Operateri
Knjiga narudžbi uključuje vojske sljedećih država:
 Australija
- 46 MRH 90 (TTH)

 Belgija10: 4 NFH + 4 TTH (+ 2 moguće)
 Finska20 TTH (SAR)
 Francuska
- Kopnena vojska: 68 TTH
- Ratna mornarica: 27 NFH

 Njemačka
- Ratno zrakoplovstvo: 42 TTH/CSAR + (12 moguće)
- Kopnena vojska: 80 TTH
- Ratna mornarica: (30 NFH očekuje se da će biti naručeno)

 Grčka
- 16 TTH, 4 TTH  + 14 TTH (moguće)

 Italija
- Ratno zrakoplovstvo: 1 TTH/CSAR (moguće)
- Kopnena vojska: 60 TTH
- Ratna mornarica: 46 NFH, 10 TTH

 Nizozemska
- 20 NFH[2]

 Novi Zeland
- 8 TTH za ratno zrakoplovstvo plus.[3][4]

 Norveška6 NFH, 8 NFH, (10 moguće)
 Oman
- 20 TTH modela za ratno zrakoplovstvo. Očekuje se isporuka 2008.[5]

 Portugal
- Kopnena vojska: 10 TTH

 Saudijska Arabija64
 Španjolska
Ukupno naručeno 104 helikoptera. Prva isporuka od 45 helikoptera planirana je za 2010. godinu.
 Švedska13 TTH, 5 NFH

## Tehničke karakteristike
Opće karakteristike
- Posada: 2 pilota
- Kapacitet: 20 opremljenih vojnika/12 nosila
- Dužina: 16,13 m
- Promjer rotora: 16,30 m
- Težina praznog helikoptera: 5.400 kg
- Maksimalna težina uzlijetanja: 10.600 kg
- Pogon:
  - 2× Rolls-Royce Turbomeca RTM322-01/9 turbovratilni, 1.662 kW (2.230 KS) svaki ili
  - 2× General Electric T700-T6E turbovratilni, 1.577 kW (2.115 KS) svaki

Performanse
- Najveća brzina: 300 km/h
- Dolet: 1000 km
- Visina letenja: 2960 m
- Brzina penjanja: 480 m/min

Naoružanje
- protupodmornički i/ili zrak-površina projektili (inačica NFH)